# Omar Moamer el Gadafi
Omar Moamer el Gadafi (arabsko معمر القذافي), libijski častnik in diktator, * september 1942, † 20. oktober 2011, Sirta, Libija.
Bil je voditelj Libije od leta 1969 do 2011, najprej kot revolucionarni predsednik Libijske arabske republike od 1969 do 1977 in nato kot "bratovski vodja" Velike socialistične ljudske libijske arabske džamahirije od 1977 do 2011, ideološko mišljeno Incom, mešanica arabskega nacionalizmu in arabskemu socializmu je pozneje vladal po lastni Tretji mednarodni teoriji.
Gadafi, rojen blizu Sirte v tedanji italijanski Libiji, v revni beduinski družini, je med šolanjem v Sabhi postal arabski nacionalist, kasneje pa se je vpisal na Kraljevo vojaško akademijo v Bengaziju. Znotraj vojske je ustanovil revolucionarno skupino, ki je z državnim udarom leta 1969 odstavila monarhijo Idrisa, ki jo je podpiral Zahod. Ko je Gadafi prevzel oblast, je Libijo spremenil v republiko, ki jo je vodil njegov revolucionarni poveljniški svet. Z odlokom je izgnal italijansko prebivalstvo Libije in izvrgel njene zahodne vojaške baze. S krepitvijo vezi z arabskimi nacionalističnimi vladami – zlasti z Egiptom Gamala Abdela Naserja – se je neuspešno zavzemal za vsearabsko politično unijo. Islamski modernist je uvedel šeriat kot osnovo za pravni sistem in promoviral "islamski socializem". Nacionaliziral je naftno industrijo in vse večje državne prihodke uporabil za krepitev vojske, financiranje tujih revolucionarjev in izvajanje socialnih programov s poudarkom na gradnji hiš, zdravstvu in izobraževanju. Leta 1973 je sprožil "popularno revolucijo" z ustanovitvijo osnovnih ljudskih kongresov, ki so bili predstavljeni kot sistem neposredne demokracije, vendar je obdržal osebni nadzor nad glavnimi odločitvami. Istega leta je svojo tretjo mednarodno teorijo predstavil v Zeleni knjigi.
Gadafi je leta 1977 Libijo preoblikoval v novo socialistično državo, imenovano Džamahirija ("država množic"). Uradno je prevzel simbolno vlogo pri upravljanju, vendar je ostal vodja vojaškega in revolucionarnega komiteja, odgovornega za nadzor in zatiranje nesoglasij. V sedemdesetih in osemdesetih letih dvajsetega stoletja so jo zaradi neuspešnih mejnih konfliktov Libije z Egiptom in Čadom, podpore tujim militantom in domnevne odgovornosti za bombni napad na Lockerbie na Škotskem vse bolj osamili na svetovnem prizorišču. Posebno sovražni odnosi so se razvili z Združenimi državami, Združenim kraljestvom in Izraelom, kar je povzročilo ameriško bombardiranje Libije leta 1986 in gospodarske sankcije Združenih narodov. Od leta 1999 se je Gadafi izogibal panarabizmu in spodbujal zbliževanje z zahodnimi narodi in panafrikanizmom; bil je predsednik Afriške unije od 2009 do 2010. Sredi arabske pomladi 2011 so v vzhodni Libiji izbruhnili protesti proti razširjeni korupciji in brezposelnosti. Razmere so se spustile v državljansko vojno, v kateri je Nato vojaško posredoval na strani protigadafističnega nacionalnega prehodnega sveta (NTC). Vlada je bila strmoglavljena in Gadafi se je umaknil v Sirte, kjer so ga ujeli in ubili militanti NTC.
Gadafi, je štiri desetletja prevladoval v libijski politiki in je bil predmet vsesplošnega kulta osebnosti. Odlikovan je bil z različnimi nagradami in pohvaljen za njegovo protiimperialistično držo, podporo arabski - in nato afriški - enotnosti, pa tudi za pomemben razvoj države po odkritju naftnih rezerv. Nasprotno pa so številni Libijci odločno nasprotovali Gadafijevim socialnim in gospodarskim reformam; posmrtno je bil obtožen spolne zlorabe, mučenja in pobijanja lastnih ljudi. Mnogi so ga ostro obsodili in označili za diktatorja, katerega avtoritarna uprava je sistematično kršila človekove pravice in financirala globalni terorizem tako v regiji kot tudi v tujini.

## Življenje
Kot najstnik se je med sueško krizo leta 1956 udeležil protiizraelskih demonstracij. Vojaško šolo je nato obiskoval v Združenem kraljestvu, nato pa je stopil v libijske oborožene sile. Kot stotnik je sodeloval v državnem udaru in bil imenovan za vodjo vrhovnega revolucionarnega sveta. Zapletel se je v nekaj vojaških spopadov (npr. leta 1973 v dolgotrajno vojno s sosednjim Čadom). Leta 1977 je Libijo iz republike spremenil v džamaharijo, državo, kjer vladajo množice. Pričel je uvajati arabsko obliko socializma, zato je utrjeval odnose s Sovjetsko zvezo in tedanjo Jugoslavijo. V mednarodnih krogih je bil označen za človeka, ki podpira terorizem. Leta 1986 je zato izbruhnil vojaški konflikt z ZDA.
Preživel je nekaj atentatov, v katerih je bil lažje ranjen.
Po letu 2001 je spremenil svojo politiko do zahoda in postal njihov zaveznik v boju proti Al Kaidi.

## Smrt
Gadafi je bil ubit 20. oktobra 2011, potem ko je po večtedenskih bojih padlo še zadnje lojalistično mesto. Gadafi je v konvoju vozil hotel zapustiti mesto, a je konvoj zaustavil francosko-ameriški letalski napad; Gadafi je napad letal in brezpilotnih letal Predator preživel ter s skupino varnostnikov poiskal zavetje ob cesti (v odtočnem kanalu). Tam je bil ob poskusu zajetja, pri čemer je bil oborožen, s strani vojakov, zvestih Nacionalnemu tranzicijskemu svetu Libije, večkrat ranjen; po nekaterih poročanjih naj bi Gadafija ustrelil tudi eden izmed njegovih varnostnikov, da bi preprečil njegovo zajetje. Iz video-dokumentacije je razvidno, da je bil Gadafi še živ, ko so ga zajeli, a v slabem stanju zaradi več ran. Višji uradnik tranzicijskega sveta je zatrdil, da svet ni izdal ukaza o usmrtitvi. Kako je umrl, pa še ni natančno jasno: zaradi težkih ran ali ker so ga namerno ubili po zajetju; kot tretja možnost pa je bil naveden napad na konvoj z ranjenim Gadafijem, ko so ga hoteli premestiti v bolnišnico. Pozneje se je pojavila še možnost, da ga je ubil upornik zaradi spora med dvema skupinama revolucionarjev.
Visoka komisarka OZN za človekove pravice Navi Pillay se je dan po Gadafijevi smrti zavzela za preiskavo okoliščin njegove smrti.

### Pogreb
Gadafijevo truplo so pokopali 25. oktobra ob sončnem vzhodu skupaj z ubitima sinom in obrambnim ministrom na neznani lokaciji v osrčju puščave.
Pogreba se je udeležilo nekaj sorodnikov in uradnih predstavnikov, med njimi sinova in oče ubitega obrambnega ministra, ki so jih na pogreb pripeljali kot priče. Pokop so vodili trije verski voditelji.